# ハイウェイポリス91
ハイウェイポリス91(原題:Terror on Highway 91、"自動車道91号の恐怖")はアメリカのCBSにより製作されたテレビドラマ。腐敗した保安官による不祥事と、それを告発した保安官助手を描く。原作は1984年に刊行されたTerror on Highway 59というノンフィクション。原作では実際の事件が発生したテキサス州サンジャシント郡が舞台だったが、これをケイド郡という架空の郡に置き換えている。完全なノンフィクションではなく、それを翻案した内容となっている。

## スタッフ
- 監督:ジェリー・ジェイムソン
- 製作:ダン・ウィット/コートニー・プレジャー
- 原作:スチュワート・スコフマン
- 撮影:ブライアン・ウェスト
- 音楽:アーティス・ケイン

## 出演
- クレイ・ネルソン保安官助手:リッキー・シュローダー
- ジェシー・バートン保安官:ジョージ・ズンザ
- ジム・ウォーレン保安官助手:アット・クラーク
- ローラ・タガート:ララ・フリン・ボイル
- キース・エバンス:ブラッド・ドゥーリフ

## あらすじ
ケイド郡保安官局で保安官助手として働くクレイは、新聞記者のエバンスのインタビューを受ける事となった。エバンスはケイド郡保安官局が行っている自動車道91号での違法な取締りの実態を調べており、クレイが内部告発をすることになったのだ。そこでクレイが語ったのは彼が歩んだ苦難の道のりと、違法な取締りに留まらないケイド郡保安官局の腐敗の実情であった。
クレイは高校3年生の時、学校新聞の取材を通じてバートン保安官の知己を得て、卒業後はケイド郡保安官事務所の保安官助手へと登用された。当初は希望に満ちた進路に思えていたものの、彼はすぐに大きな壁にぶち当たる。助手の不当な暴行が疑われる被疑者の負傷、保安官の息子・ランディの法律を省みない放蕩ぶり、そして保安官の知り合いと言うだけですぐに釈放になる被疑者。保安官事務所の中は不正が横行していた。こういったことに大いなる疑問や不満を抱えつつも、クレイは連続窃盗犯を逮捕するなどの活躍をし、故郷に貢献する喜びも感じるようになっていた。しかし保安官事務所の腐敗は深刻だった。ある日のこと、非番のクレイは偶然にも、保安官が被疑者を取調べをしている時に事務所にきてしまう。彼が部屋に入ると被疑者は椅子に座らされて押さえつけられていた。保安官はクレイに命じて水差しとタオルを取ってこさせ、タオルを被疑者の口と鼻に当て、そこに水を注ぐ拷問をし始める。拷問にはクレイが父親のように慕うウォーレン保安官助手も加わっていた。溺れる苦しみで被疑者は自白するが、それは違法な拷問による自白強要である。またクレイの恋人・ローラは、保安官と懇意にしている母親の言いつけでランディと交際しはじめる。ローラと彼の母親もまた、安官の言いなりであったのだ。
それからもケイド郡の腐敗は続く。保安官はある日の朝礼で、ケイド郡の刑務所を州政府が建て替える決定をしたことを伝えるとともに、予算獲得に協力しろと指示する。自動車道91号を走る車を片っ端から検挙しろと言うのだ。「正当な理由もなく逮捕できませんよ」。そんな当たり前の疑問に対し保安官はこう言った「容疑はなんでも良い」。その指示に従った助手達は制限速度で走る車にも因縁をつけて停車させ、車体の灯火を壊して整備不良で切符を切るようなデタラメな法執行を行う。またドラ息子ランディとその悪友が保安官により予備保安官助手に任命されてしまい、法執行官のバッジを手に入れた彼らの暴走はよりひどくなった。その惨状に悩んだクレイがウォーレンに相談すると、彼は91号線の取締まりのひどさには同意しつつも、「郡の住民は保安官のやり方を選挙で批判できるから」と説得するのだった。その後の保安官選挙でバートン保安官は再選された。
悩みながらも自分なりに善良な警官であろうとするクレイ。だがそこで彼に決定的な判断を下させる出来事が起きる。通報に基づいてクレイが同僚と共に大麻畑を調べに訪れると、既に大麻は刈り取られた後だった。周囲を捜索するとランディの持ち物が落ちていた。囚人の労務班に刈り取らせたのかと考え、その内の一人に確認すると、朝早く起こされてトラック2台分の大麻を刈り取ったというのだ。その場に保安官がいたかと尋ねると、囚人は暗に保安官がいたことをほのめかした。しかし押収物保管庫に大麻はなく、それどころかそれまで押収した全ての品が保管庫から消えていた。保安官らが横流ししているのは明らかだった。
それからほどなく。FBIによる助手らへの聞き取り調査が行われることになった。当日、クレイがFBI捜査官と面談をする番になると、捜査官は郡の司法に不正がないかどうか尋ねる。何かを言いたそうにするクレイ。そこに一人の男が入ってきた。クレイは男に見覚えがあった、保安官と親しそうにしていたFBI捜査官だった。FBIにも保安官に通じている者がいると悟ったクレイは不正を否定してその場を去り、直後に保安官の執務室に怒鳴り込む。「俺はあんたをFBIから守った、だから答えてもらう」と言い放ち、そこでクレイは問いただす「押収物はどうした」「大麻はどうした」と。のらりくらりとかわす保安官に対しクレイは捨て台詞を吐き、バッジを叩きつけてケイド郡保安官事務所を退職した。
ケイド郡をやめたクレイは別の警察組織に転職して警官として働き続けた。その頃の気持ちをキースに語る「良い奴らばかりだったが、やはり故郷は恋しい。やがて辞めたのは間違いだと思うようになった」。ケイド郡を辞職して1年を過ぎた頃、身内の葬儀に参加するためクレイはケイド郡に一時帰郷した。そこではバートン保安官が待ち構えていた。保安官は郡の治安が悪化していることを話し、クレイにケイド郡へ戻るように頼む。「クレイ、彼らを見捨てるな」とクレイの身内を指差す保安官。郡の治安が悪化するのは、無実の人を逮捕するようなデタラメな取り締まりに助手を割き、本来の捜査や警戒に必要な人員が足りないからなのだが。即答は避けたものの、クレイはケイド郡に戻ることを決意する。
クレイがいない間にケイド郡保安官事務所(Sheriff's Office)は拡充され、保安官局(Sheriff's Department)となっていた。しかし庁舎の拡大に比例して微罪や冤罪まがいの逮捕は増え、被疑者の処理は混乱を極めていた。クレイは以前逮捕した連続窃盗犯コンウェーを再び逮捕したものの、その収監の手続きさえままならない様子。故郷に帰ってきてはみたが、まともな仕事ほどしづらい状況に変わりはない。ローラとランディが同棲を始め、精神的不安定から夜眠れなくなったクレイは夜勤を進んで引き受けるようになる。
とある夜勤の日。薬局で警報ベルがなっているとの通報を受け、クレイは現場へと向かう。クレイとほぼ同時に治安判事が駆けると、そこへ制服を着用したランディらが裏口から現れる。ランディらは警報ベルを聞いて現場へ来たところ、不審者が銃を発砲して逃走したと説明した。そしてトレーラーハウス居住者の仕業に違いないと言い、彼らを取り調べるからとパトカーで去った。だがその説明に不信感を抱いたクレイは現場を調べなおす。するとランディらの証言に矛盾があることを突き止める。治安判事に見解を求められたクレイは、ランディらが薬物を盗むために自作自演をしたのだと述べ、今度こそ逃さないと決意した。その報告書をまとめてウォーレンのところへ持っていくと、彼はクレイの嫉妬によるデタラメな報告であると一蹴する。その態度に耐え切れなくなったクレイは「そんなに保安官が怖いの、恥を知れ」と言い放ち、ウォーレンの執務室を去る。かつては父のように慕ったウォーレンとの、完全なる決別であった。
こうしてインタビューは終わった。クレイはローラを説得してランディの家から連れ出し自分の家に匿う。まもなく新聞にインタビュー記事が掲載されるが、それは匿名の証言となっていたものの、事情を知るものが読めばクレイが証言者だとすぐに分かる内容だった。同僚の一人は町から逃げ、クレイの家には匿名の脅迫電話もかかって来る。追い詰められたクレイはローラを守もることも考え治安判事に相談。判事はFBIに証言し、保安官らを刑事告発することを勧める。武装した警護官が守る町から離れた小屋に行くと、そこには判事と数人のFBI捜査官がいた。その捜査官の中には、かつて事務所で見た保安官と懇意の者がおり、クレイはその人物の前での証言を拒否する。すると捜査官はFBIは極秘裏に内偵を進めており、親しくしていたのも作戦の一環だと説明。納得したクレイは証言することにした。この証言により、FBIはバートン保安官の不正を立件する確証を得ることが出来たのだ。
証言が終わると、クレイは真っ先にウォーレンの所へ向かった。彼に今までの非礼を詫び、全てFBIに証言したからもうおしまいだ、もう保安官に従わないで欲しいと懇願する。だがウォーレンはクレイが自分たちを売ったのだと非難し、あくまでバートン保安官に従うと主張。二人の溝はもう埋まることはなかった。
不正の首謀者であるバートン保安官、窃盗を働いたランディ、容疑者の暴行に加担したウォーレンとレスター保安官助手は、全員が有罪判決を受け懲役に服することになる。この告発によりクレイは多くの人から恨まれたものの、ケイド郡は正常化の機会を得ることが出来た。